# Jacky, en el bosc de Tallac
Jacky, en el bosc de Tallac (シートン動物記　くまの子ジャッキー, Seton Dōbutsuki: Kuma no Ko Jakkī), també coneguda com Jacky i Nuca, és una sèrie de televisió d'anime japonesa de 26 episodis, basada en la novel·la Monarch, The Big Bear of Tallac d'Ernest Thompson Seton. L'anime va ser dirigit per Yoshio Kuroda i es va emetre per primera vegada a Asahi Broadcasting Corporation el 1977. La sèrie va ser produïda per la Nippon Animation i es va estrenar el 7 de juny de 1977. Consta de 26 episodis de 26 minuts cadascun.
En català es va estrenar el 19 de novembre de 1984 al Circuit Català de La 2. La sintonia de la versió en català va ser composta per Guido i Maurizio de Angelis.

## Argument
La sèrie es desenvolupa a les muntanyes de Califòrnia a finals del segle xix, on els germans Jacky i Nuca viuen les seves aventures. La seva mare, l'ossa Grizzlie, ha mort pels trets dels caçadors. Des de llavors es cuida dels petits ossets un nen indi, Senda. Un caçador els segresta per emprar-los en un espectacle de gossos lluitadors. Els dos ossos aconsegueixen fugir-ne i tornar a casa seva, ja adults. Mentrestant, al campament indi estan espantats per un os que ataca amb agressivitat, i acusen falsament Jacky. Senda impedeix que el matin i es descobreix la veritat amb un feliç reencontre.

## Doblatge
| Personatge    | Japonès        | Català                |
| ------------- | -------------- | --------------------- |
| Jacky         | Noriko Tsukase | Maria Moscardó        |
| Nuca          |                | Maria Josep Guasch    |
| Kellian       | Jun Katsumi    | Jaume Comas           |
| Oncle Dimas   | Ichiro Nagai   | Vicenç Manel Domènech |
| Narrador      | Hitoshi Takagi |                       |
| Senda         |                | Glòria Roig           |
| Olga          |                | Teresa Soler          |
| Sr. Forrester |                | Eduard Lluís Muntada  |